# Puydaniel
Puydaniel is een gemeente in het Franse departement Haute-Garonne (regio Occitanie) en telt 318 inwoners (1999). De plaats maakt deel uit van het arrondissement Muret.

## Geografie
De oppervlakte van Puydaniel bedraagt 7,4 km², de bevolkingsdichtheid is 43,0 inwoners per km².
De onderstaande kaart toont de ligging van Puydaniel met de belangrijkste infrastructuur en aangrenzende gemeenten.

## Demografie
De figuur toont het verloop van het inwonertal (bron: INSEE-tellingen).